# Cherie Roberts
Cherie Roberts (sinh ngày 8 tháng 12 năm 1978, tại Oakland, California), còn gọi là Kitana Jade, là người mẫu kiêm nhiếp ảnh gia người Mỹ gốc Việt từng làm việc với Playboy từ đầu đến giữa thập niên 2000, rồi làm người mẫu cho nhiều tạp chí và trang web, đồng thời đi lưu diễn với những buổi trình diễn ô tô Hot Import Nights từ năm 2000 đến 2006.

## Thân thế và sự nghiệp
Roberts có cha là người gốc Ireland, Anh và Đức còn mẹ là người gốc Việt, Pháp và Trung Quốc. Cô sinh trưởng ở San Jose, California cùng cô em gái và ông anh trai. Roberts vốn là một vũ công thoát y ở San Francisco khi được một công ty địa phương phát hiện rồi mời làm người mẫu cho bộ lịch bikini. Năm 2000, Roberts đổi sang làm người mẫu cho một số ấn bản Playboy Special Edition, đồng thời tạo trang web của riêng mình do cô tự thiết kế và duy trì. Năm 2001, Roberts chuyển đến Hollywood sau khi cô đăng quang giải hoa khôi Miss Hot Import Nights năm 2001. Cô đi lưu diễn cùng công ty trong vài năm, xuất hiện hàng chục lần trên khắp nước Mỹ. Roberts còn xuất hiện trong một số DVD cảnh xe hơi nhập khẩu và trong tựa game đua xe Street Racing Syndicate. Roberts cũng là một trong những người đầu tiên sử dụng trang mạng xã hội MySpace khi trang do cô tạo nên nhanh chóng trở thành một trong những trang được truy cập nhiều nhất trên trang web, khiến Roberts trở thành người nổi tiếng trên mạng đầu tiên của MySpace.
Năm 2005, Roberts tạo một trang web thứ hai cho bộ ảnh chụp của riêng mình, và bắt đầu tích cực chụp ảnh cho Suicide Girls. Kể từ đó, cô nổi tiếng với việc chụp ảnh nóng và ảnh khỏa thân cho một số công ty, bao gồm các trang web game UGO.com và IGN.com và trang cộng đồng văn hóa thay thế mang tên EvilHearts.com. Năm 2007, cô chụp một bộ lịch có người mẫu khỏa thân và máy chơi game cổ điển cho một công ty tên là Nerdcore. Cô vẫn tiếp nối bộ lịch năm 2007 của Nerdcore với lịch Nerdcore 2008 có các người mẫu khỏa thân được đóng vai siêu anh hùng và nhân vật phản diện mà tạp chí Maxim đã gọi là "Bộ lịch quyến rũ nhất năm 2008" trong số tháng 2 năm 2008 của họ tại Mỹ. Vào năm 2009 và 2010, Roberts vẫn tiếp tục công việc của mình với Nerdcore bằng cách tung ra bộ lịch theo chủ đề khoa học viễn tưởng vào năm 2009 và lịch theo chủ đề kinh dị vào năm 2010. Năm 2011, Roberts hợp tác với tạp chí Penthouse và hãng THQ để tạo nội dung tải về cho tựa game của họ mang tên Saints Row: The Third. Roberts đã chụp một số mô hình phổ biến nhất của Penthouse và THQ đã sử dụng các hình ảnh này để tạo các nhân vật và câu chuyện bổ sung để sử dụng cho nội dung tải về gọi là "Penthouse Pack". Tác phẩm của Roberts cũng được xuất bản thường xuyên trên tạp chí BPM qua vài số báo hàng tháng. Ngoài việc chụp ảnh khỏa thân và khiêu gợi ra thì Roberts còn chụp nhiều người nổi tiếng và ban nhạc khác nhau.
Roberts tiếp tục theo đuổi sự nghiệp nhiếp ảnh, viết báo, và vẫn duy trì các trang web của mình.

## Tác phẩm do Roberts tự chụp
- Danny McBride (diễn viên)
- My Chemical Romance
- Deftones
- Các thành viên AFI (ban nhạc) gồm Davey Havok, Jade Puget và Hunter Burgan
- Good Charlotte
- Puscifer[19] (dự án cá nhân của Maynard James Keenan nhóm Tool và A Perfect Circle nổi tiếng)
- Mark Hoppus nhóm Blink 182 và Pete Wentz nhóm Fall Out Boy
- Jimmy Eat World
- Taryn Manning (diễn viên)
- Justin Theroux (diễn viên)
- The All-American Rejects
- Nhóm thành viên The Boondock Saints II: All Saints Day (Sean Patrick Flanery, Norman Reedus, Clifton Collins, Jr., Julie Benz và biên kịch/đạo diễn Troy Duffy)
- Serj Tankian nhóm System of a Down
- Kristina và Karissa Shannon nhóm The Girls Next Door của Playboy
- Các thành viên Puddle of Mudd gồm Wes Scantlin và Ryan Yerdon
- Các thành viên Buckcherry gồm Josh Todd và Keith Nelson
- Tay bass Melissa Auf der Maur của nhóm The Smashing Pumpkins và Hole
- Ca sĩ hát chính Tom Gabel của nhóm Against Me!
- Shwayze và Cisco Adler của Buzzin' (phim truyền hình) trên MTV
- Ca sĩ hát chính Andrew Stockdale của nhóm Wolfmother
- Foxy Shazam
- Caroline D' Amore (diễn viên)
- Người dẫn chương trình IGN Jessica Chobot
- Jordan Zevon (nhạc sĩ)

## Người mẫu xuất hiện trên tạp chí
- Tạp chí Showgirls, trang bìa số tháng 11 năm 2000
- Tạp chí Showgirls, bản kéo ra chính giữa số tháng 1 năm 2001
- Super Street, trang bìa số tháng 3 năm 2001
- Playboy's College Girls trang bìa xuân năm 2001
- Import Tuner,[20] trang bìa số tháng 5 năm 2001
- Lowrider Euro, trang bìa số tháng 6/tháng 7 năm 2001
- Playboy's Sexy College Girls trang bìa số tháng 9 năm 2001
- Penthouse, Úc, trang bìa năm 2001
- Hustler, danh mục tập 2.1 có trang bìa người mẫu
- Auto, Sound and Security, trang bìa số tháng 8 năm 2002
- Card Player, tập 15, số ra ngày 4 tháng 2 năm 2002, trang bìa với Larry Flynt
- Looker, trang bìa số tháng 5 năm 2003
- Leg Sex, trang bìa số tháng 6 năm 2003
- Playboy, trang bìa số tháng 7 năm 2003 2 Fast 2 Furious 2 Fine
- Leg Show, trang bìa số tháng 10 năm 2003
- Lowrider Euro, trang bìa số tháng 10/11 năm 2003

## Xuất hiện trên video và DVD
- 360 Video Hard Drive Hình bìa Ngôi sao DVD
- 360 Video Best of 360 Video Hình bìa DVD
- 360 Video Deleted Scenes Hình bìa Ngôi sao DVD
- Blue Slate Entertainment Import Covergirls Volume 1 Hình bìa Ngôi sao DVD
- Hip-Hop Honeys Blazin' Asians Hình bìa DVD
- Hot Body Video Magazine Bare Brunettes Hình bìa DVD
- Peach DVD Here Comes The Judge Hình bìa DVD
- Peach DVD Road Strip Hình bìa DVD
- Peach DVD Invitation Only Hình bìa DVD
- Mystique's Hottest Buns and Best Legs Hình bìa DVD
- Mystique presents H2ohh Hình bìa DVD
- Mystique DVD Stripped and Outrageous Web Chicks Hình bìa DVD
- Mystique's Asian Beauties Exposed Hình bìa DVD
- JMH Productions Just Eighteen Hình bìa Ngôi sao DVD
- JMH Productions Hawaiian Fantasies Hình bìa DVD
- EEB Productions Exotic Erotic Ball Hình bìa DVD